# Филимон Пеонидис (философ)
 Тази статия е за професора по философия.  За архитекта вижте Филимон Пеонидис.  
Филимон Пайонидис (на гръцки: Φιλήμων Παιονίδης) е роден в Лондон гръцки професор по морална и политическа философия в Аристотеловия университет в Солун.

## Биография
Завършва Солунския и Лондонския университет, а след това защитава докторантура в Университета на Крит. От 1998 година преподава в Солунския университет.
Автор е на множество публикации, сред които над сто монографии, редактирани томове, статии и преводи, занимаващи се с въпросите на нормативната и приложната етика, политическата философия, неформалната логика, свободата на изразяване и демократичната теория и история. Някои от известните му творби включват: Προλεγόμενα στην πολιτική φιλοσοφία („Пролози към политическата философия“, 2020); Πόσο δημοκρατικός ήταν ο Αγώνας της Ανεξαρτησίας; („Колко демократична е била борбата за независимост?“, 2022) и Η Συνέλευση Ευρωπαίων Πολιτών: Μια πρόταση („Асамблеята на европейските граждани: предложение“, 2022) в съавторство с Петрос Стагос.